# باولو خوسيه
باولو خوسيه (بالبرتغالية: Paulo José‏) هو ممثل برازيلي، ولد في 20 مارس 1937 في البرازيل.

## أعماله
- 2011: المهرج
- 2009: جسور الهوى - حب في الهند

## وصلات خارجية
- باولو خوسيه على موقع IMDb (الإنجليزية)
- باولو خوسيه على موقع ألو سيني (الفرنسية)
- باولو خوسيه على موقع أول موفي (الإنجليزية)
- باولو خوسيه على موقع قاعدة بيانات الفيلم (الإنجليزية)
- باولو خوسيه على موقع كينوبويسك (الروسية)